# سیارک ۱۶۱۴۴
سیارک ۱۶۱۴۴ (به انگلیسی: 16144 Korsten، نامگذاری:1999XK144) شانزده هزار و صد و چهل و چهارمین سیارک کشف شده‌است که در ۱۵ دسامبر ۱۹۹۹ کشف شد.
قدر مطلق سیارک برابر ۴۲.۶ است.